# مارتن بيرجمان
مارتن بيرجمان (بالألمانية: Martin Bergmann)‏ هو عارض ألماني، ولد في 15 فبراير 1983 في روزنهايم في ألمانيا.

## وصلات خارجية
- الموقع الرسمي